# Raw Power
Raw Power es el tercer álbum de la banda de proto-punk estadounidense The Stooges. Fue ampliamente ignorado cuando se publicó en 1973, y el grupo se separó un año después. A pesar de ello, fue bien recibido por un reducido grupo de fanáticos entre los que se encontraban muchos jóvenes músicos que ayudarían a crear el punk rock a mitad de la década de los 70, convirtiendo a Raw Power en uno de los documentos más importantes del proto-punk.

## Historia
The Stooges se formaron en Detroit, Míchigan a finales de los 60. Sus primeros dos álbumes, The Stooges (1969) y Fun house (1970) fueron igualmente un fracaso comercial y el grupo se separó.
Tras la separación, el cantante Iggy Pop fue contratado individualmente por MainMan Management, que también contaba con David Bowie. Dave Alexander, bajista de la banda, luchaba contra su alcoholismo, y la adicción de Pop a la heroína iba en aumento antes de conocer a Bowie. Aun así, Pop estaba decidido a reformar la banda.
Iggy Pop firmó con Columbia Records y fue mandado a Londres a componer y grabar el nuevo álbum con su nuevo colaborador, el guitarrista James Williamson. Pop insistió en que sus excompañeros de Stooges, Ron y Scott Asheton participaran en la grabación. Williamson se encargó de la guitarra, Ron Asheton pasó a tocar el bajo (habiendo sido el guitarrista con The Stooges), y Scott Asheton la batería.
Fue el propio Iggy Pop quien produjo y mezcló el álbum, si bien su primer intento fue lamentable mezclando casi todos los instrumentos en un canal y las voces en otro. MainMan exigió que el álbum fuera remezclado, pero Pop se negó. Cuando MainMan informó a Pop de que si el disco no era remezclado por Bowie, no lo publicaría, Pop aceptó, pero insistiendo en que su mezcla de "Search and Destroy" se mantuviera. Debido a problemas de presupuesto, Bowie remezcló las otras siete canciones en un solo día en un estudio barato de Los Ángeles.
Iggy Pop dijo que los directivos de Columbia insistieron en que introdujeran dos baladas, una en cada cara del disco. Estas baladas fueron "Gimme Danger" y "I Need Somebody", ambas mucho más oscuras y amenazadoras que las baladas tradicionales. "Search and Destroy" y "Shake Appeal" fueron los sencillos publicados.

## Respuesta inicial
Las ventas de Raw Power fueron bajas, aunque logró llegar al número 182 en el Billboard de álbumes de pop. La banda continuó sus actuaciones en vivo, pero Columbia terminó por rescindir su contrato y The Stooges se separaron.

## Legado
A pesar de la tibia recepción del disco, la reputación del álbum aumentó de forma abrumadora en los siguientes años, y el volumen y ferocidad del álbum se convirtieron en el punto de referencia para los demás discos. En 2003, el álbum fue situado en el puesto 125 de la lista de los 500 mejores álbumes elaborada por la revista Rolling Stone.
La explosión punk en el Reino Unido en 1977 marcó el inicio del culto de este disco a gran escala, prueba de lo cual es el hecho de que una reedición del álbum entró en las listas de éxitos británicas en dicho año. Algunas bandas punk se han inspirado en títulos de temas del álbum para escoger sus nombres, como es el caso de los británicos Penetration, formados en 1976, o los italianos Raw Power, formados en 1981.
Entre otros, Kurt Cobain, cantante y guitarrista de la banda de grunge Nirvana, Johnny Marr de The Smiths y Euroboy de Turbonegro han repetido en diversas ocasiones que este es su álbum favorito. Henry Rollins de Black Flag tiene las palabras "Search And Destroy" tatuadas entre los omóplatos.
Copias de poca calidad de la mezcla original del disco de Pop han circulado entre los fanes durante años, y en 1995, una selección de estos temas fue publicada por Bomp Records con el nombre de Rough Power.

## Remasterizacion
En 1997 Columbia Records invitó a Iggy Pop a remasterizar el álbum entero para su publicación en CD. Pop comentó que de haber rechazado el trabajo, el estudio lo habría hecho igual. Entre las razones que le llevaron a hacerlo, citó los ánimos de fanes y colegas profesionales, la existencia del disco Rough Power, el desagrado de la versión de Raw Power editada en CD en 1989 y el hecho de que Columbia fuera a publicar una nueva mezcla en su filial Legacy Records.

## Versiones
Las canciones del álbum han sido frecuentemente versionadas. Destacan las versiones de "Search and Destroy" realizadas por The Dictators, Sid Vicious, Red Hot Chili Peppers y Dead Boys; Guns N' Roses grabaron una versión de "Raw Power" en su álbum de versiones The Spaghetti Incident? y Ewan McGregor grabó una versión de "Gimme Danger" para la película Velvet Goldmine.

## Lista de canciones
Todas las canciones escritas y compuestas por Iggy Pop y James Williamson. 
| Cara A |                                     |          |  |
| N.º    | Título                              | Duración |  |
| 1.     | «Search and Destroy»                | 3:29     |  |
| 2.     | «Gimme Danger»                      | 3:33     |  |
| 3.     | «Your Pretty Face Is Going to Hell» | 4:54     |  |
| 4.     | «Penetration»                       | 3:41     |  |

| Cara B |                   |          |  |
| N.º    | Título            | Duración |  |
| 1.     | «Raw Power»       | 4:16     |  |
| 2.     | «I Need Somebody» | 4:53     |  |
| 3.     | «Shake Appeal»    | 3:04     |  |
| 4.     | «Death Trip»      | 6:07     |  |

## Músicos
- Iggy Pop - voz
- James Williamson - guitarra
- Ron Asheton - bajo, coros
- Scott Asheton - batería

## Créditos

### Versión original de 1973
- Grabado en los estudios CBS, Londres.
- Mezclado por David Bowie en Western Sound, Hollywood

### Reedición de 1997
- Producido y mezclado por Iggy Pop en Sony Studios, New York.
- Productor Ejecutivo: Bruce Dickinson